# Douré (Barani)
Pour les articles homonymes, voir Douré.
Douré est une commune située dans le département de Barani de la province de Kossi au Burkina Faso.